# モーゼス・ヘス

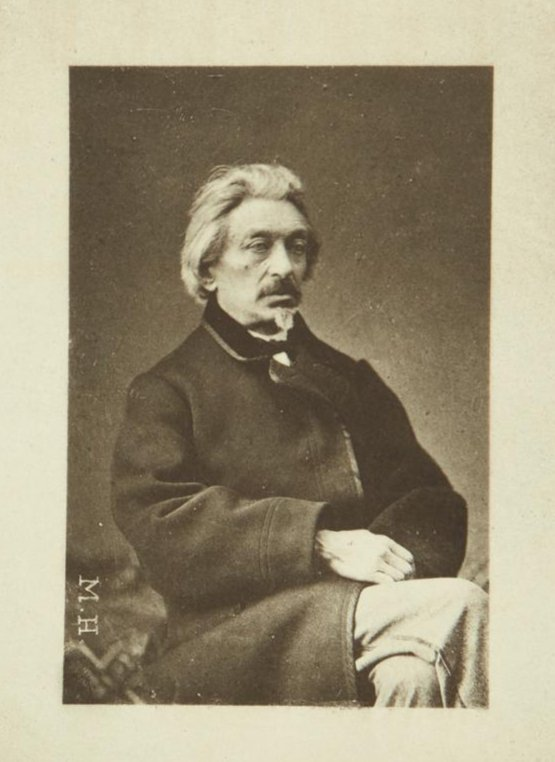
モーゼス・ヘス（1870年頃）

モーゼス・ヘス（Moses Hess, 1812年1月21日 - 1875年4月6日）は、ドイツのユダヤ系社会主義者、哲学者。「モーゼス」とヘブライ名で名乗るのは1862年からであり、それまでは「モーリッツ」というドイツ名だった。カール・マルクス、フリードリヒ・エンゲルス、フェルディナント・ラッサールとともに、ドイツにおける社会主義の祖とされている。テオドール・ヘルツルに影響を与えた政治的シオニズムの創設者でもある。

## 生涯
ボンで、祖先がポーランド出であるユダヤ人家族の一員として生まれた。1817年に父はケルンに砂糖の精製所を設立して成功したが、モーリッツはボンに残され母方の祖父からタナフ（ヘブライ聖書）・タルムードについての知識を与えられた。18歳でボン大学に入学したが、結局卒業はせず、家業の手伝いを要求する父と争い家を出てイギリス・オランダ・フランスを放浪した。一時は父と和解するがしばらくして最終的に家を捨て、1837年から4年間は著述と研究にふけった。1841年頃にマルクス、エンゲルス、アルノルト・ルーゲと出会い、『ライン新聞』(Rheinische Zeitung) などの創刊にも加わった。新聞の通信員としてパリに派遣され、ミハイル・バクーニンやピエール・ジョゼフ・プルードンと知り合った。1843年にケルンに帰り、労働者の間で煽動したり左翼的な論文を発表している。1845年にはブリュッセルに行き、ドイツ人亡命者のための雑誌に投稿しながら1848年まで滞在。スイス・ベルギー・オランダを放浪し1854年からパリに定住し、1861年にケルンに戻った。1863年にはラッサールの全ドイツ労働者協会 (Allgemeiner Deutscher Arbeiterverein) の創立に協力している。1864年にはマルクスらとともに第一インターナショナルにも参加した。パリで死去。

## 思想
哲学的にはドイツで興隆しつつあった青年ヘーゲル派に所属していたヘスは、1832年からはアンリ・ド・サン＝シモンやフランソワ・マリー・シャルル・フーリエの社会主義思想を吸収する。この頃のヘスは、ヨハン・ゴットリープ・フィヒテやフリードリヒ・シェリングの弟子たちによって説かれた直観主義への信仰にバールーフ・デ・スピノザやヘーゲルの体系を結合し、絶対精神が導く歴史に救済を求めた。ヘスはドイツで最初の社会主義者だが、マルクスやエンゲルスのような「科学的社会主義者」とは異なり、社会的平等が「必然」であるがゆえに望ましい、とは考えなかった。彼の社会主義は「道徳的」な前提に立てられたものであり続け、これがマルクスやマルクス主義者たちにより「抽象的」「モラリスト」と批判される根拠である。
ヘスは1860年代に「ユダヤ人問題」について、「ヨーロッパ社会でユダヤ人が同化できる可能性は全くなく、ユダヤ人は自分の民族性を否定することによって他の民族の軽蔑を招いている、ユダヤ人はパレスチナに自分たちの国家を持つべきである」と主張した。ヘスは自分の名をヘブライ風に「モーゼス」と改め、さらにこの論理を進めて、モーゼス・メンデルスゾーンが鼓吹したユダヤ教の改革はヨーロッパ哲学への迎合であると非難し、逆にハシディズムを偉大な信仰再興運動であると評価した。
1862年に著した『ローマとイェルサレム』は、テオドール・ヘルツルによって「シオニズムの先駆」と評価された。

## 影響
イスラエルにある入植地クファル・ヘスは彼の名前にちなんでいる。

## 著作
- 『神聖な人類史』Die heilige Geschichte der Menschheit（1837年）
- 『ヨーロッパの三頭政治』Die europäische Triarchie（1841年）
- 『社会主義と共産主義』Sozialismus und Kommunismus（1842年）
- Die Philosophie der Tat（1843年）
- Über das Geldwesen（1845年）
- 『ローマとイェルサレム』Rom und Jerusalem（1862年）